# Bombus crotchii
Espèce
Statut de conservation UICN

 EN A2bc : En danger
Bombus crotchii est une espèce de bourdons que l'on trouve le long de la côte Pacifique (côte ouest) des États-Unis et du Mexique.